# Dantooine
Dantooine är en fiktiv planet i Star Wars. den planet som prinsessan Leia, när hon i Stjärnornas krig talar inför Darth Vader och Grand Moff Tarkin, påstår att rebellernas hemliga bas befinner sig på. Den bas som finns på planeten är dock övergiven.
En jediakademi fanns på planeten flera tusen år tidigare, men den blev förstörd under ett stort krig kallat "The Jedi Civil War".
Planeten förekommer också i bland annat TV-spelet Star Wars: Knights of the Old Republic II: The Sith Lords.

### Fotnoter
1. ↑  ”Star Wars” (på engelska). Internet Movie Script Database. 15 januari 1976. http://www.imsdb.com/scripts/Star-Wars-A-New-Hope.html. Läst 5 december 2015.
2. ↑  ”Star Wars: Knights of the Old Republic II - The Sith Lords” (på engelska). Giantbomb. 6 december 2004. http://www.giantbomb.com/star-wars-knights-of-the-old-republic-ii-the-sith-/3030-8852/. Läst 5 december 2015.